# Portretul lui Louis-Auguste Schwiter
Portretul lui Louis-Auguste Schwiter este o pictură în ulei pe pânză realizată de pictorul francez Eugène Delacroix în perioada 1826-1830 și îl prezintă pe fiul lui Henri César Auguste Schwiter. A fost odată deținută de Edgar Degas și a fost achiziționat în 1918 de National Gallery din Londra.

## Vezi și
- Eugène Delacroix